# Francesca Chamberland
Francesca Chamberland est une créatrice de costumes canadienne.

## Biographie
Elle a remporté le prix Génie 2007 de la meilleure conception de costumes pour son travail dans le film Maurice Richard.
Elle a également remporté le Prix Iris pour la conception de costumes pour le film Chasse-Galerie : La légende (2016). Au Prix Gémeaux, elle remporte la statuette dans la catégorie Meilleur création de costume : toutes catégories en 2008 pour Les Lavigueur, la vraie histoire et, en 2016 et en 2019 avec la série Les Pays d'en Haut,.
Francesca Chamberland s'illustre lors des rallyes d'orientation Roses des sables en y remportant la première place lors de l'édition 2016 et 2019 .

## Prix et nominations
- 2022 : Gala Québec Cinéma : Prix meilleurs costumes[8].